# Каракурт
Караку́рт (от тюрк. karakurt, букв. «чёрное насекомое»; лат. Latrodectus tredecimguttatus) — вид пауков из рода чёрных вдов. Латинское название вида передаёт внешние морфологические признаки: тринадцать точек или пятен на верхней стороне брюшка.

## Описание
Длина тела самки составляет 7—15 мм, самца — 4—7 мм. Головогрудь чёрная, блестящая, слегка вытянутая, у самок достигает длины 3—5,2 мм. Брюшко чёрное, покрыто длинными и короткими раздвоенными волосками, на верхней стороне с тремя продольными рядами пятен. У самок они красные, иногда с белым окаймлением вокруг каждого пятна, а у самцов — беловатые. Иногда пятна могут отсутствовать. На нижней стороне брюшка позади эпигастральной борозды имеется красное пятно. Самцы пятнистые в любом возрасте, самки с пятнами только в молодом возрасте, половозрелые самки чёрные, без пятен, с характерным матовым блеском. Ноги чёрные, блестящие. Вульвы самок с соприкасающимися сперматеками.
Глаза паука устроены так, что способны видеть как днём, так и ночью.
Как и другие пауки, каракурт — хищник. Питается насекомыми, в основном различными видами саранчовых.

## Места обитания
Встречаются в пустынной зоне Казахстана, степях Калмыкии, в Астраханской области, в Центральной Азии, Иране, Афганистане, по берегам Средиземного моря, в Северной Африке, Южной Европе, на юге России и Украины (Причерноморье, Приазовье), в степных районах Крыма. Отмечены случаи укусов людей на юге Урала, приграничных с Казахстаном территориях (в городах Орске Оренбургской области и Куртамыше Курганской области, в левобережных районах Саратовской области), а также были нападения в Донецкой области, в городе Мариуполе.
В последнее десятилетие случаи укусов каракурта стали также регистрироваться в Азербайджане. В 2002 году увеличилась численность каракуртов в Ростовской области, появились находки данного вида в Алтайском крае и Новосибирской области. В 2010 году они также были обнаружены в Волгоградской и Саратовской областях.
Основные места обитания — полынная целина, полупустыни, берега арыков, склоны оврагов и т. п.
Врагами каракурта являются дорожные осы, наездники, ежи; кроме того, их кладки вытаптываются отарами овец и свиньями.

## Размножение
Каракурт очень плодовит, и периодически (раз в 10—12 или 25 лет) наблюдаются вспышки его массового размножения.
Брачный сезон в июле — начале августа, для жилья и размножения самка строит логовище (норку) в углублениях почвы, часто в норах грызунов и дренажах вентиляционных систем, растягивая у входа ловчие тенета из неправильно переплетённых нитей. Зимуют яйца в коконах, которые по два-четыре подвешиваются в логовище. Молодь выходит в апреле и разносится на паутине ветром. К июню пауки становятся половозрелыми. С наступлением жары самки и самцы мигрируют, разыскивая защищённые места, где устраиваются временные сети для спаривания. После этого самки снова бродят в поисках мест для устройства постоянного логовища, где помещают коконы. Самки часто поедают самцов после спаривания, отсюда происходит название рода «чёрных вдов». Чтобы не быть съеденным, самец сначала следит за самкой и приступает к спариванию после того, как самка поймает и съест какое-либо насекомое, сытая самка может оставить самца живым.
В коконе содержится от 100 до 700 яиц.

## Опасность для человека и животных
На животных и человека не нападает, если его не потревожат, например, случайно придавят. Укус действует немедленно: пострадавший человек ощущает жгучую боль, которая уже через 10—15 минут распространяется по всему телу. Обычно больные жалуются на невыносимые боли в области живота, поясницы, грудной клетки. Характерно резкое напряжение мышц брюшного пресса. Общее отравление проявляется такими симптомами, как одышка, учащение пульса, головокружение, головная боль, тремор, рвота, бледность или гиперемия лица, потливость, чувство тяжести в грудной или подложечной области, экзофтальм и мидриаз, нарушение координации движений. Характерны также приапизм, бронхоспазм, задержка мочеиспускания и дефекации. Психомоторное возбуждение на поздних стадиях отравления сменяется глубокой депрессией, затемнением сознания, бредом. Известны смертельные случаи у людей и сельскохозяйственных животных, умереть могут дети и люди с ослабленным иммунитетом.
Наиболее ядовитыми являются взрослые самки паука.
Для лечения применяют противокаракуртовую сыворотку, хорошие результаты даёт также внутривенное введение новокаина, 10 % раствора глюконата кальция, гидросульфата магния, обезболивающие и противосудорожные препараты. В любом случае необходимо обеспечить оказание медицинской помощи. Попытки сделать надрез в месте укуса паука и отсосать яд бесполезны и даже вредны. Пострадавшего нужно уложить в тень и дать ему обильное питьё, кроме алкоголя.  В Узбекистане производится сыворотка против яда каракурта.
Для ограждения спящего от заползания каракурта применяют полог, хорошо натянутый и подвёрнутый краями под постель. В районах обитания пауков, при ночёвке в палатке, необходимо тщательно и осторожно осматривать одежду и обувь до того, как их надеть. От укусов каракурта сильно страдает скот, особенно чувствительны к его яду верблюды и лошади, около четверти укушенных лошадей и верблюдов погибает, при отсутствии лечения. Как показали опыты П. И. Мариковского, домашние кошки, собаки, ушастые ежи малочувствительны к яду каракурта, овцы не погибают при укусе, но испытывают после укуса длительную боль и страдания, затем выздоравливают. В годы массового размножения этого паука не раз происходил значительный падёж скота, и животноводство терпело большие убытки. Теперь в местах размножения каракурта его уничтожают опрыскиванием почвы акарицидами.

## Химический состав и механизм действия яда
В состав яда входят нейротоксины белковой природы, а также ферменты — гиалуронидаза, фосфодиэстераза, холинэстераза, кининаза. Существует видовая чувствительность к яду. Весьма чувствительны грызуны, лошади, верблюды, крупный рогатый скот. Малочувствительны ежи, собаки, летучие мыши, амфибии, рептилии. Токсичность цельного яда (LD50) составляет для рака — 62, домашней мухи — 99, морской свинки — 205 и мыши — 220 мкг/кг.
Основным действующим началом яда является α-латротоксин, белок с нейротоксическим действием с Мr ~ 118 000, состоящий в нативном состоянии из двух прочно связанных субъединиц с общей Мr ~ 230 000 и рI 5,2. Молекула субъединицы нейротоксина состоит из 1042 аминокислотных остатков. LD50 α-латротоксина составляет 45 мкг/кг для мышей.
α-Латротоксин — пресинаптический токсин. Точкой приложения его действия является пресинаптическое нервное окончание, где токсин связывается с белковым рецептором, имеющим Мr ~ 95 000. При температуре человеческого тела (37 °C) димерная молекула нейротоксина прочно (Кд ~ 0,1 нмоль) связывается с двумя молекулами рецептора. При понижении температуры нейротоксин связывается только с одной молекулой рецептора, причём менее прочно (Кд ~ 0,3 нмоль).
Комплекс «нейротоксин — рецептор» образует канал для Ca2+, который входит внутрь нервного окончания и запускает процесс высвобождения нейромедиатора ацетилхолина. Под действием нейротоксина достигается 1000—1500-кратное усиление высвобождения нейромедиатора, что приводит через 30—50 мин. к истощению его запасов в нервном окончании и к развитию полного блока нервно-мышечной передачи. Истощение запасов нейромедиатора подтверждается и данными электронной микроскопии, свидетельствующей о почти полном исчезновении синаптических везикул во время второй фазы действия нейротоксина. Способность α-латротоксина индуцировать проницаемость биомембран для двухвалентных катионов подтверждается экспериментами на двухслойных липидных мембранах.